# Lake Aluma
Lake Aluma és un poble dels Estats Units a l'estat d'Oklahoma. Segons el cens del 2000 tenia 97 habitants.

## Demografia
Segons el cens del 2000, Lake Aluma tenia 97 habitants, 40 habitatges, i 33 famílies. La densitat de població era de 149,8 habitants per km².
Dels 40 habitatges en un 27,5% hi vivien nens de menys de 18 anys, en un 82,5% hi vivien parelles casades, en un 0% dones solteres, i en un 17,5% no eren unitats familiars. En el 12,5% dels habitatges hi vivien persones soles el 7,5% de les quals corresponia a persones de 65 anys o més que vivien soles. El nombre mitjà de persones vivint en cada habitatge era de 2,43 i el nombre mitjà de persones que vivien en cada família era de 2,67.
Per edats la població es repartia de la següent manera: un 19,6% tenia menys de 18 anys, un 2,1% entre 18 i 24, un 12,4% entre 25 i 44, un 47,4% de 45 a 60 i un 18,6% 65 anys o més.
L'edat mediana era de 52 anys. Per cada 100 dones de 18 o més anys hi havia 100 homes.
La renda mediana per habitatge era de 152.674 $ i la renda mediana per família de 150.000 $. Els homes tenien una renda mediana de 100.000 $ mentre que les dones 31.250 $. La renda per capita de la població era de 71.838 $. Cap de les famílies estaven per davall del llindar de pobresa.

## Poblacions més properes
El següent diagrama mostra les poblacions més properes.